# Christiaan Rebergen
A.C.C. (Christiaan) Rebergen (Ede, 29 mei 1970) is een Nederlands topambtenaar. Sinds 1 juli 2024 is hij secretaris-generaal van het ministerie van Buitenlandse Zaken.
Eerder was hij van 2014 tot 2018 directeur-generaal Internationale Samenwerking bij het ministerie van Buitenlandse Zaken en van 2018 tot 2024 thesaurier-generaal bij het ministerie van Financiën. Daarvoor was hij bij het ministerie van Buitenlandse Zaken onder meer plaatsvervangend directeur-generaal Internationale Samenwerking en plaatsvervangend directeur van de directie Duurzame Economische Ontwikkeling, in combinatie met de functie van ambassadeur Millenniumdoelen en Publiek Private Samenwerking. Rebergen werkte eerder voor het ministerie van Financiën en de Tweede Kamer.
Hij studeerde economie aan de Vrije Universiteit in Amsterdam.